# Chittenango Falls State Park
Chittenango Falls State Park ist ein State Park im Gebiet von Madison County, New York mit dem gleichnamigen Wasserfall.

## Geographie
Der State Park mit einer Fläche von 193 acre (78 ha) liegt im Madison County, östlich des Cazenovia Lake. Er erstreckt sich entlang der Gorge Road <13> und folgt dem Lauf des Chittenango Creek von Süden nach Norden. Der namengebende Wasserfall hat eine Höhe von 167 ft (51 m) und entsteht an einer Stufe aus 400 Mio. Jahre altem Grundgestein. Vom Fuß des Wasserfalls verläuft der Chittenango Creek durch eine Holzbrücke und dann in natürlichen Mäanderschlaufen.
Ca. 45.000 Besucher kommen jedes Jahr in den Park. Ein vorhandener Campingplatz wurde in den 2000er Jahren geschlossen.

## Flora & Fauna
Der Chittenango Falls State Park ist auch der einzige Lebensraum der endemischen und bedrohten Chittenango Ovate Amber Snail (Novisuccinea chittenangoensis – Chittenango-Bernsteinschnecke).

## Freizeitmöglichkeiten
Der Park bietet verschiedene Freizeitmöglichkeiten: Picknickplätze, Spielplatz, Naturerlebnispfad, Wandermöglichkeiten und Angelgelegenheiten. Der Weg zum Wasserfall ist allerdings den Winter über geschlossen.

## Galerie

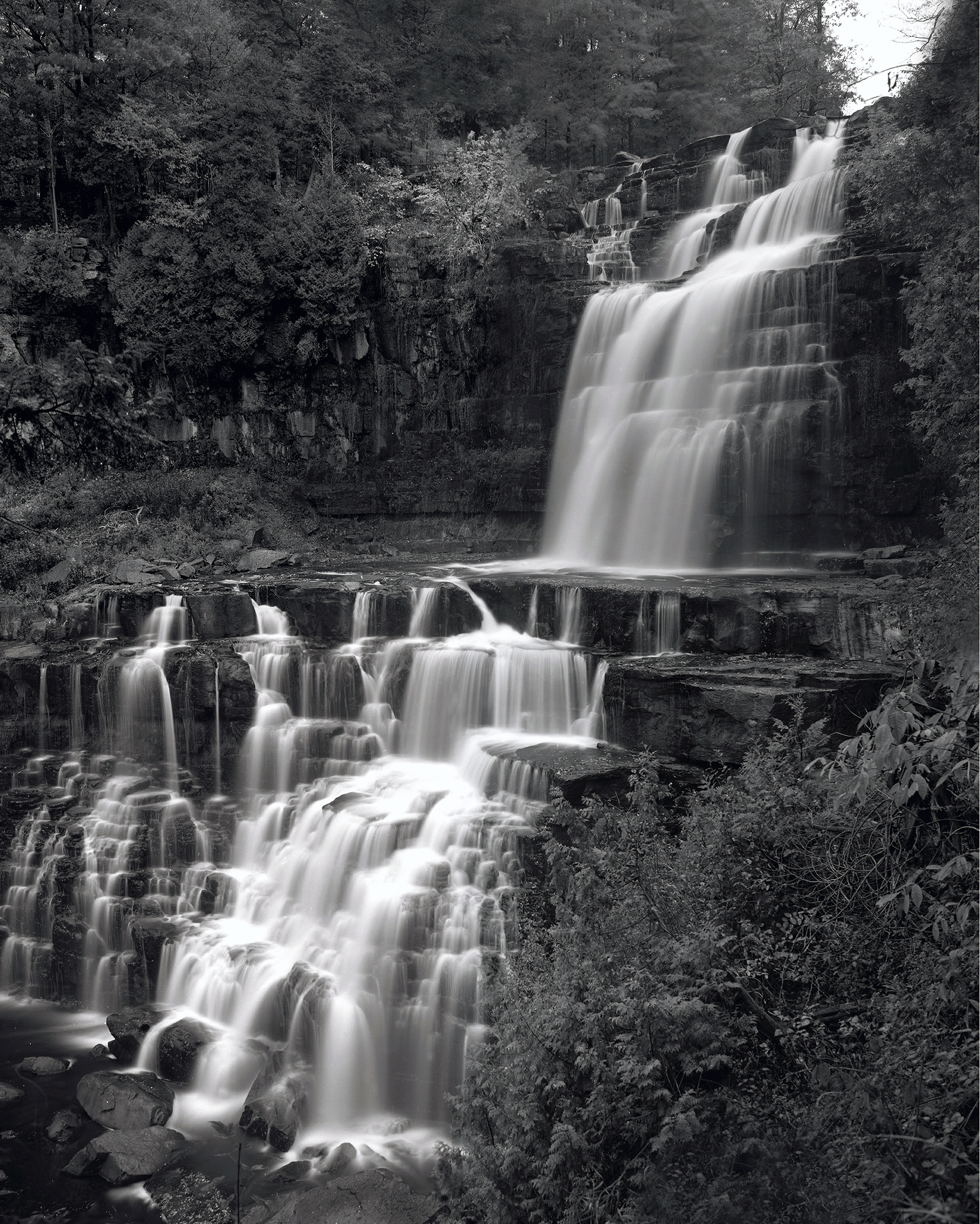
Chittenango Falls, 1993
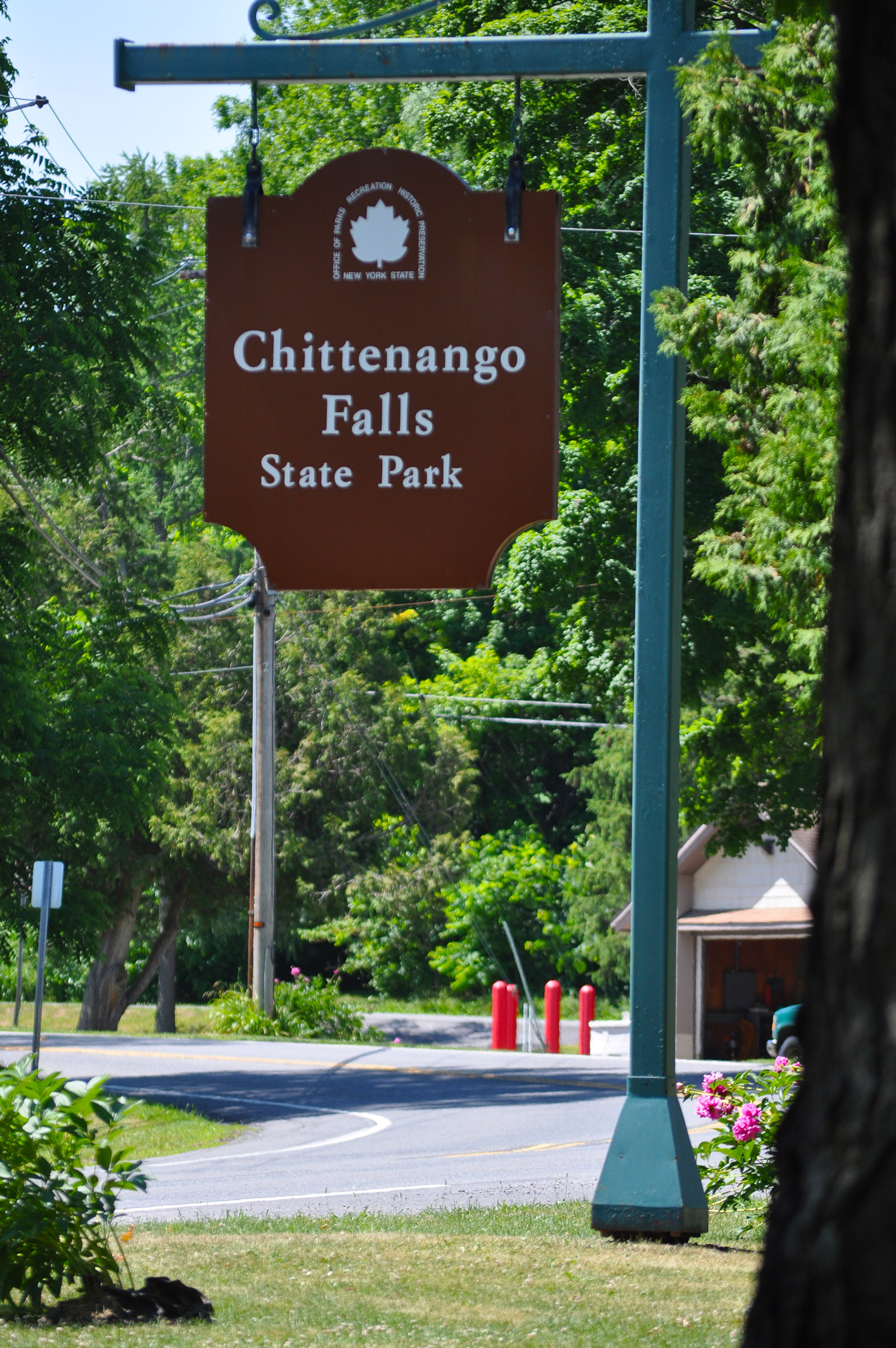
Eingang zum Park.
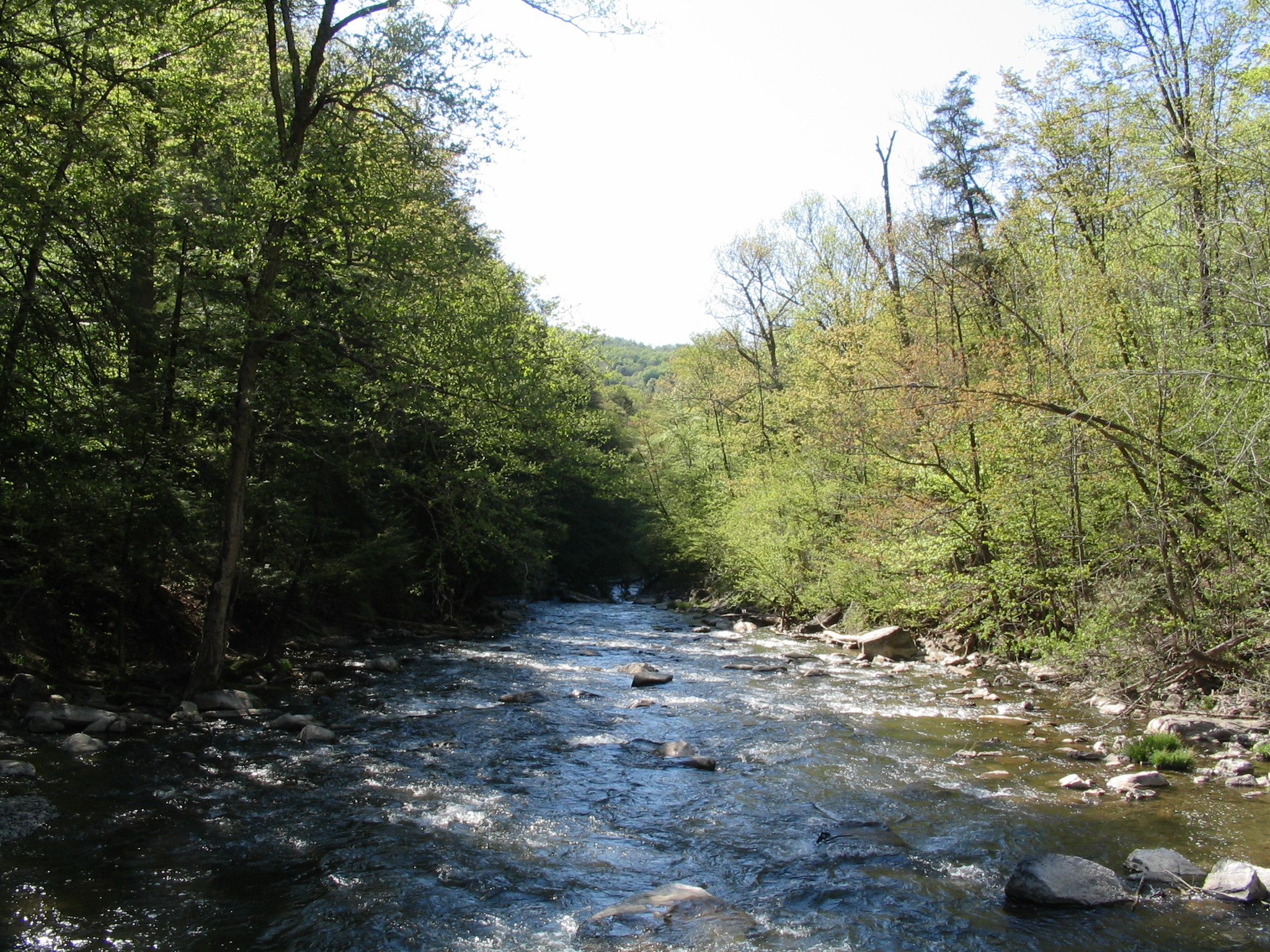
Chittenango Creek nach den Fällen im Mai.
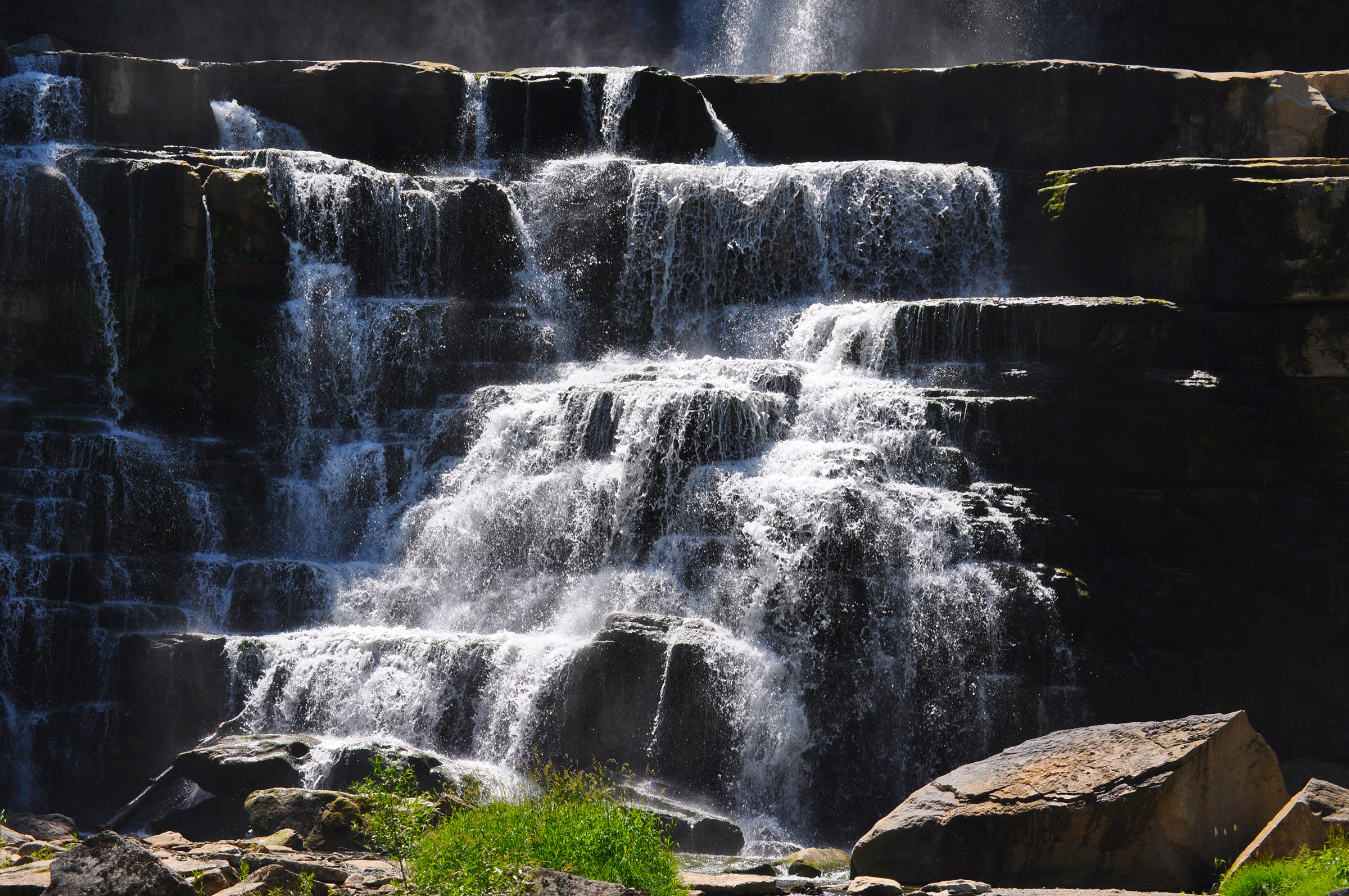
Chittenango Falls’ Unterer Teil, von der Brücke aus gesehen.
- Chittenango Falls Rec. 4K
Multi-Filters May 15, 2017